# Arganiella exilis
Arganiella exilis là một loài ốc nước ngọt rất nhỏ có nắp, là động vật thân mềm chân bụng có vảy sống dưới nước trong họ Hydrobiidae. Đây là loài đặc hữu của Pháp.